# ジェゼルイェ
ジェゼルイェ（トルコ語: cezerye）は、トルコにおける伝統的な菓子の一種。ニンジンやキャラメル、細かく刻んだココナッツ、ローストしたクルミ、ヘーゼルナッツあるいはピスタチオを主たる材料とし、半ゼラチン状である。マッチ箱サイズの長方形の小片に切り分けられ、特別な機会に出される。東地中海沿岸に位置するトルコのメルスィン県では媚薬であると考えられている。
ジェゼルイェの名称は、アラビア語で「にんじんを使って」を意味する「jazriyya」という言葉に由来する。ニンジンの代わりにイチジクやナツメヤシピューレを用いたものも存在するが、そのようなものでも「ジェゼルイェ」と呼称される。 